# Burgstelle Hadlikon
Die Burgstelle Hadlikon, auch Burg Hadlikon und Burg Dürnten genannt, in der Region wie auch auf der Landeskarte nur als Burg bezeichnet, ist eine abgegangene mittelalterliche Hangburg, die auf dem Burghügel Hadlikon  im Kanton Zürich in der Schweiz liegt. Es sind keine Mauerresten sichtbar.

## Lage
Die Burgstelle befindet sich auf einer Höhe von 650 m ü. M. am südwestlichen Hang des Bachtels, etwa 800 m von der Aussenwacht Hadlikon entfernt auf dem Boden der Gemeinde Dürnten. Sie ist von Hadlikon aus in 20 Minuten zu Fuss zu erreichen, wobei ungefähr 100 Höhenmeter zu überwinden sind.

## Geschichte
Die Burg wurde vermutlich von den Meyer von Dürnten erbaut, welche als Dienstleute den Grundbesitz des Kosters St. Gallen in der umliegenden Region verwalteten. Sie sind erstmals 1212 in einer Urkunde erwähnt. Spätestens die zweite Generation der Meyer von Dürnten wurde in den Ritterstand erhoben. Auch die dritte Generation, Heinrich Meyer von Dürnten, schien noch auf der Burg zu wohnen. Er gehörte zu den Gefolgsleuten der Rapperswiler und besass Güter und Rechte in Oberdürnten. Danach wurden keine Hinweise mehr auf die Leute von Dürnten gefunden, das damals auch noch als Tuinrotun bezeichnet wurde. Eine Seitenlinie der Dürntner setzte sich bis ca. 1360 auf der Burg Batzenberg bei Rüti fort.
Das genaue Datum und der Grund, weshalb die Burg aufgegeben wurde, sind unbekannt. In der Karte von Hans Conrad Gyger aus dem 17. Jh. wird die Burgstelle als Burg Hadlikon bezeichnet, obwohl die Burg die Bezeichnung im Mittelalter nie getragen haben dürfte.

## Bauwerk
Die Wehranlage befand sich im Nordwesten der heutigen Gemeinde Dürnten nur 100 m entfernt von der Grenze zur Gemeinde Hinwil. Sie lag auf einem Geländesporn zwischen den beiden Tobel der Bäche Brupbach und Ornbergbach etwa 80 m östlich der Stelle, wo der Ornbergbach in den Brupbach fliesst. Bergseitig wurde die Burgstelle von einem fünf Meter tiefen Halsgraben geschützt. Die Fläche der ehemaligen Kernburg ist etwa 45 × 15 m gross.